# Etan Cohen
Etan Cohen (* 1974 in Jerusalem, Israel) ist ein US-amerikanischer Filmregisseur, -produzent und Drehbuchautor. Er arbeitet auch unter dem Namen Ethan Cohen. Aufgrund der Namensähnlichkeit wird er häufig mit dem Regisseur Ethan Coen verwechselt.

## Leben
Cohen wurde 1974 in Jerusalem geboren und wuchs in Efrata auf. Später zog er mit seinen Eltern in die Stadt Sharon im US-Bundesstaat Massachusetts. Er ist gläubiger Jude. Seit 1997 tritt er als Drehbuchautor in Erscheinung; bis Mitte der 2000er Jahre war er ausschließlich an Fernsehserien beteiligt. Sein Spielfilmregiedebüt gab er 2015 mit der Komödie Der Knastcoach, für die er auch das Drehbuch verfasste.

## Filmografie (Auswahl)
Regie und Drehbuch:
- 2007: My Wife Is Retarded (Kurzfilm)
- 2015: Der Knastcoach (Get Hard)
- 2018: Holmes & Watson

Drehbuch:
- 2006: Idiocracy
- 2008: Tropic Thunder
- 2008: Madagascar 2
- 2012: Men in Black 3
- 2022: Die Gangster Gang (The Bad Guys)
- 2024: Brothers